# Korall (folyóirat)
A Korall egy évente négy számmal megjelenő magyarországi történettudományi folyóirat, mely elsősorban társadalom- és gazdaságtörténeti témában közöl különféle tudományos publikációkat.

## Munkatársak[2]

### Szerkesztőség
- Bódy Zsombor
- Czoch Gábor – főszerkesztő
- Granasztói Péter
- Kármán Gábor
- Klement Judit
- Koltai Gábor
- Lengvári István
- Majorossy Judit
- Ring Orsolya
- Somorjai Szabolcs

### Tanácsadó testület
- †Bácskai Vera
- Beluszky Pál
- †Benda Gyula
- Faragó Tamás
- Gyáni Gábor
- Kovács I. Gábor
- Kövér György
- †Tóth Zoltán
- Valuch Tibor